# Wismar
De havenstad Wismar (Nedersaksisch: Wismer) ligt in de noordelijke Duitse deelstaat Mecklenburg-Voor-Pommeren en telde op de datum van de meest recente statistiek 42.824 inwoners. De stad ligt direct aan de Oostzee en is na Rostock de tweede Oostzeehaven van de deelstaat. 
Tot 2011 was Wismar een kreisfreie stad, sindsdien is het de Kreisstadt van de Landkreis Nordwestmecklenburg. Wismar is in 8 Stadtteile, stadsdelen, onderverdeeld.

## Geografie en infrastructuur

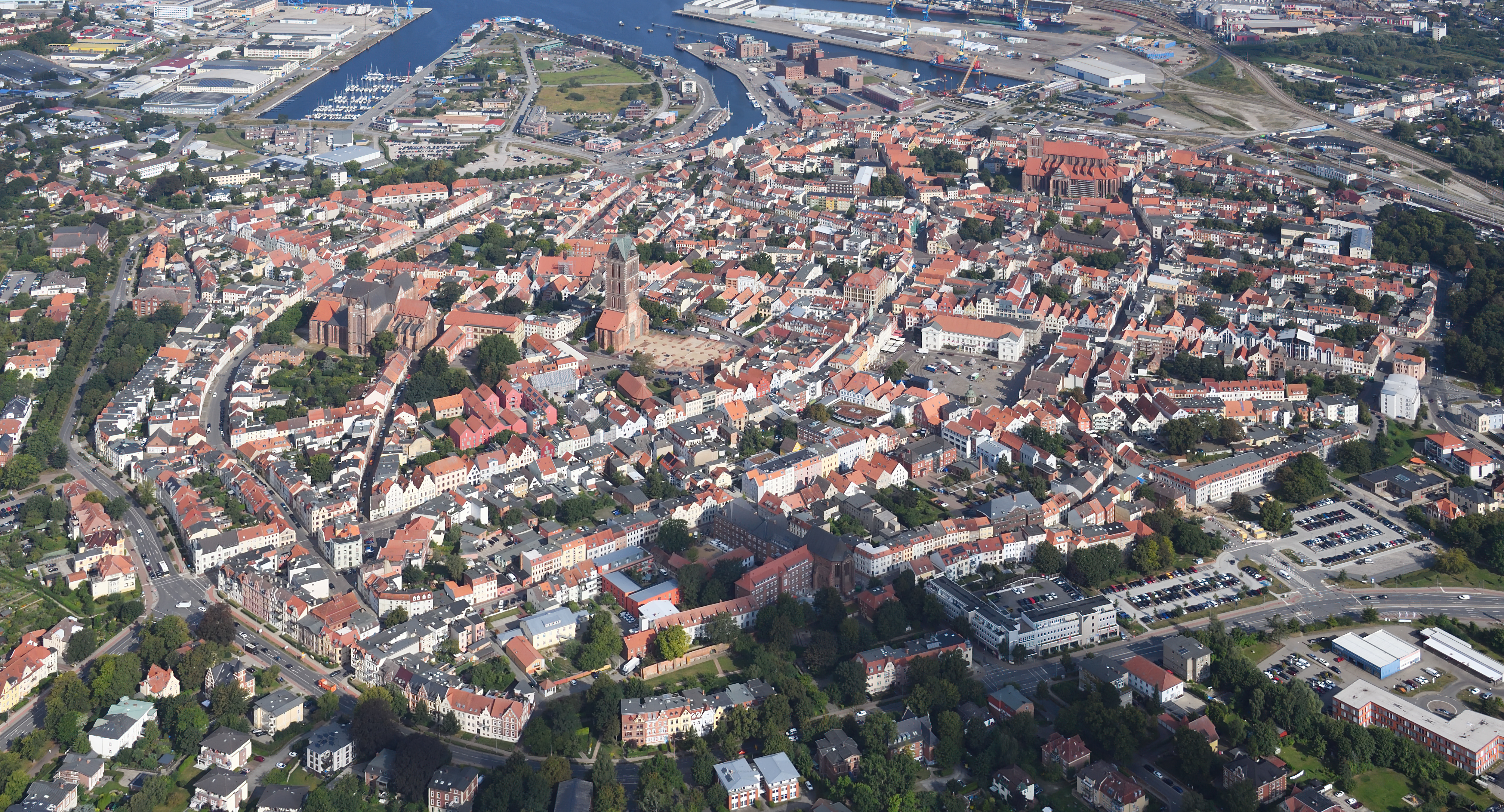
Luchtfoto Wismar-centrum
De wateren rondom Wismar
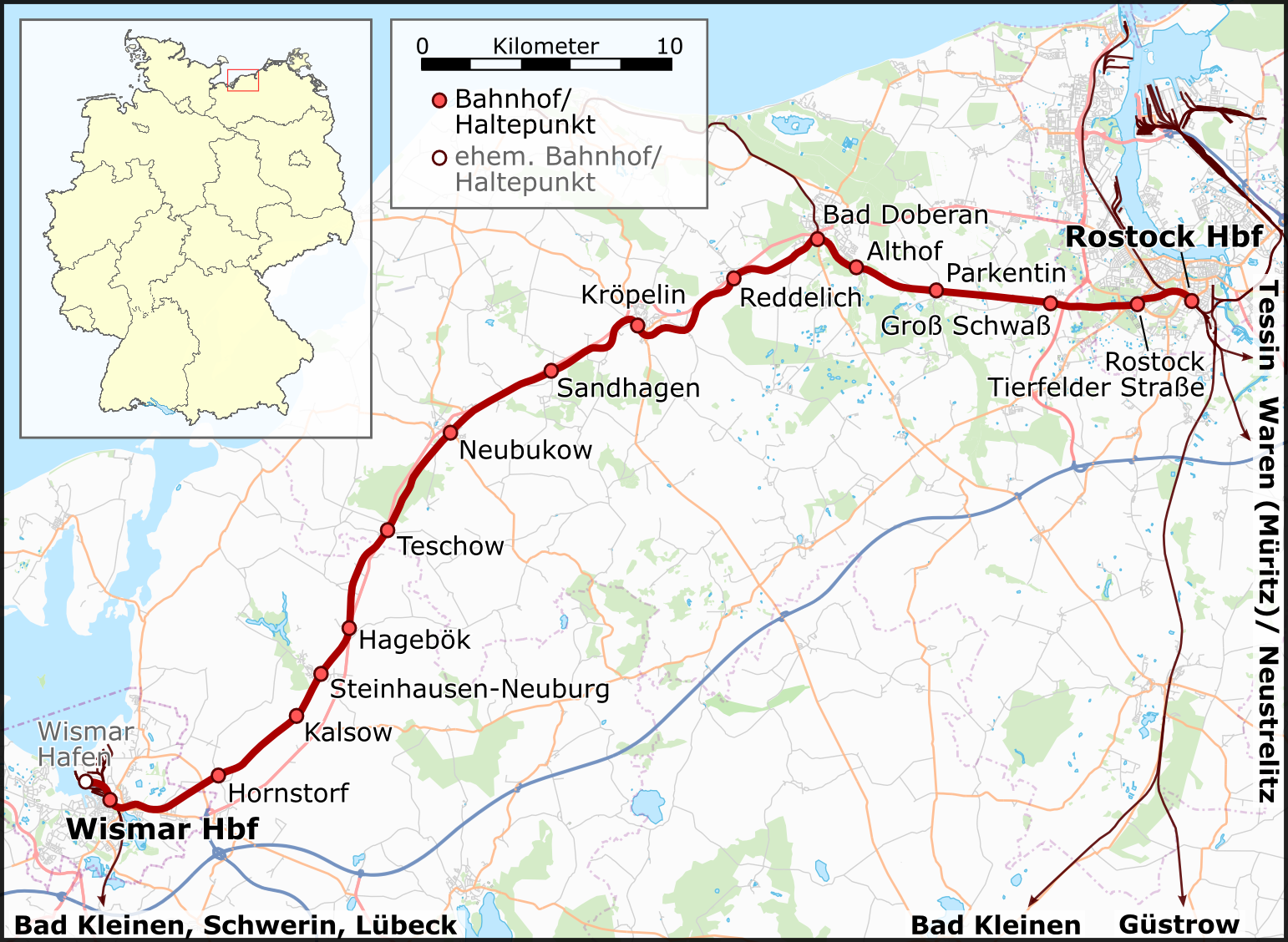
Trajectkaart spoorlijn Wismar - Rostock
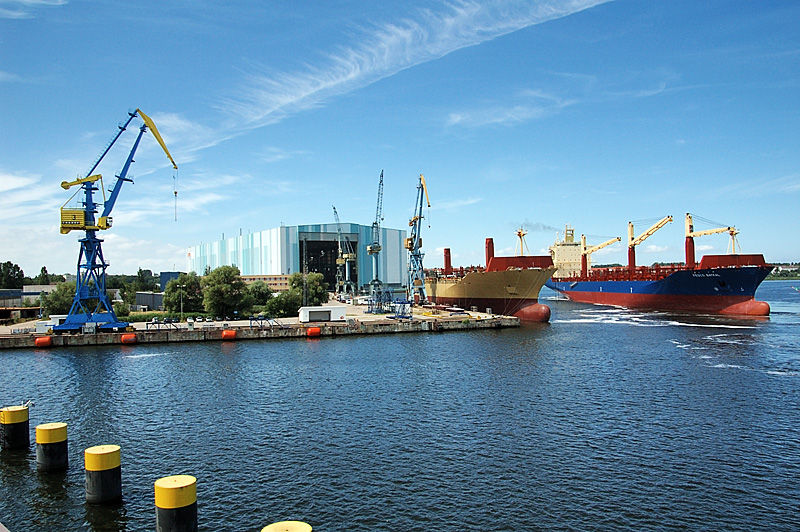
Scheepswerf in de haven

De stad ligt aan de Wismarer Bucht, de meest zuidelijke baai van de Oostzee. Het onbewoonde eilandje Walfisch, deel van een natuurreservaat, behoort, evenals de badplaats Wendorf aan de noordwestkant, en het dorp Dorgetzow aan de oostkant tot de stad Wismar.
Ten zuidoosten van Wismar ligt het toeristisch aantrekkelijke merengebied Mecklenburger Merenplateau (Mecklenburger Seenplatte).
Station Wismar is begin- en eindpunt van spoorverbindingen met Rostock en, via Schwerin Hauptbahnhof, met Ludwigslust.
Op Kreuz Wismar, 14 km ten zuidoosten van het centrum van Wismar, komen de Autobahn A 20, west-oost, en de Autobahn A 14, noord-zuid, samen. Op afrit 8 van de A 20, aan de zuidkant van Wismar, takken twee Bundesstraßen in zuid(west)elijke richting af: de Bundesstraße 208 richting Ratzeburg en de Bundesstraße 106 richting Schwerin. Naar de stad zelf loopt de Bundesstraße 105.
In de haven, die zich tot vér buiten het centrum uitstrekt, is vooral de overslag van houtproducten van betekenis. Er staan ook enkele hout verwerkende bedrijven. Ook is er een scheepswerf, een terminal voor diverse bulkgoederen en een aanlegplaats voor cruiseschepen aanwezig. De haven is via goederenspoorlijnen op het railnet aangesloten.

## Geschiedenis
Wismar werd tussen 1226 en 1229 gesticht door Lübeckse kolonisten onder Heinrich Borwin: de stad was vanaf het begin planmatig aangelegd. Al spoedig gold in Wismar het Lübeckse stadsrecht, en in 1266 bevestigde de Mecklenburgse vorst deze stadsrechten.
Wismar was vanaf het begin een haven- en handelsstad, die over privileges beschikte en in 1259 een handelsverdrag sloot met Lübeck en Rostock: dat was de kiem van de Hanze, die zou uitgroeien tot het machtige handelsverbond waaraan ook Nederlandse steden zouden gaan deelnemen. Vanaf 1276 kreeg Wismar een stadsmuur en de snelle opkomst van de stad werd onderstreept door de bouw van drie belangrijke kerken in de stijl van de baksteengotiek: de Marienkirche (Mariakerk), de Nikolaikirche (Sint-Nicolaaskerk) en de Georgenkirche (Sint-Joriskerk). De graven van Mecklenburg verplaatsten in 1257 hun residentie van kasteel Mecklenburg naar Wismar en bleven er tot 1358, toen ze naar Schwerin gingen.
In 1631, tijdens de Dertigjarige Oorlog, werd Wismar door Zweden veroverd. De Vrede van Osnabrück van 1648 liet Wismar aan Zweden en de stad bleef ook Zweeds na de Grote Noordse Oorlog, waarin Zweden bijna al zijn andere overzeese bezittingen verloor. In 1803 verpachtte Zweden Wismar en omgeving voor honderd jaar aan het groothertogdom Mecklenburg en pas op 20 juni 1903 werd de stad officieel Duits.
Rond die tijd was de industrialisatie op gang gekomen De familie Podeus, die veel fabrieken in allerlei branches exploiteerde, speelde in de geschiedenis van de stad tot 1933 een belangrijke rol. De scheepsbouw ontwikkelde zich snel, maar ook de handel. In 1881 opende Rudolph Karstadt er zijn eerste winkel. Karstadt heeft zich ontwikkeld tot een bekend grootwinkelbedrijf met filialen in heel Duitsland, maar is in 2021, als gevolg van de COVID-19-crisis, failliet gegaan. 
Onder de nazi's kreeg Wismar een filiaal van de vliegtuigfabriek Dornier, die hier bommenwerpers ging bouwen. Dat maakte de stad tijdens de Tweede Wereldoorlog het doelwit van geallieerde bombardementen, die zware schade toebrachten aan de stad: de Georgenkirche (Sint-Joriskerk) ging in vlammen op, evenals een kwart van de woonhuizen. De hierbij redelijk beschadigde Marienkirche (Mariakerk) werd in augustus 1960 door de DDR-communisten van de SED opgeblazen, waarna slechts de toren rest, terwijl het herstel van de ruïne van de Georgenkirche pas na die Wende is begonnen; het gebouw is in 2011 weer in gebruik genomen, niet alleen als kerkgebouw, maar ook voor culturele evenementen. 
Op 7 mei 1945 troffen de Brits-Canadese en Russische troepen elkaar in Wismar. De stad ging vervolgens deel uitmaken van de DDR. De scheepsbouw onderging grote uitbreidingen, maar de binnenstad verkommerde.
Niettemin is Wismar anno 2024 weer een bezienswaardige stad, waar tientallen jaren lang is gewerkt aan het herstel van oorlogsschade en verwaarlozing. De stad is in 2002 samen met Stralsund op de Werelderfgoedlijst van de UNESCO geplaatst.
Op 3 september 2011 verloor de stad haar kreisfreie status en werd onderdeel van het district Nordwestmecklenburg.

## Bezienswaardigheden
De binnenstad van Wismar is wereldcultuurerfgoed en zeer bezienswaardig.

### Kerkgebouwen
Tenzij anders aangegeven, zijn alle kerkgebouwen in Wismar evangelisch-luthers.
- De Nikolaikirche (Sint-Nicolaaskerk), het op een na hoogste kerkgebouw in baksteengotiek ter wereld
- De Georgenkirche, (Sint-Joriskerk) de grootste kerk van Wismar, kan na een ingrijpende restauratie weer als bezienswaardigheid worden gezien. Het gebouw is in 2011 weer in gebruik genomen, niet alleen als kerkgebouw, maar ook voor culturele evenementen.
- Imposant zijn de overblijfselen van de in de DDR-periode ten dele opgeblazen Mariakerk. De 80 meter hoge toren kan, tegen betaling onder leiding van een gids, bezichtigd en beklommen worden. Ook is er in het gebouw een kleine, permanente, deels audiovisuele, expositie.
- De laatgotische 14e-eeuwse Heilige-Geestkerk behoorde in de late middeleeuwen tot een spittaal (ziekengasthuis).

### Stadscentrum (overige)
Voornaamste bezienswaardigheden zijn verder het marktplein met de Alter Schwede (met 14de-eeuwse bakstenen gevel) en de fontein of Wasserkunst, het symbool van de stad. Dit is een paviljoen in Hollandse renaissancestijl, vanwaar het water over de stad werd gedistribueerd. Het imposante stadhuis is 19de-eeuws, van een meer recente datum dan in andere Hanzesteden. Van de oude stadsverdediging rest nog een stadspoort. 
Interessant zijn de kunsthistorisch belangrijke reliëfs aan de gevel van het Amtsgericht, dat in het kasteel Fürstenhof  is gevestigd.  Dit kasteel, dat niet bezichtigd kan worden, dateert uit de eerste helft van de 16e eeuw. Soortgelijke reliëfs sieren enige gevels van Slot Gadebusch.

### Buiten de binnenstad
Op 1½ kilometer ten westen van het centrum staat het belangrijke Technische Landesmuseum Mecklenburg-Vorpommern, grotendeels gevestigd in het moderne gebouw PHANTechnikum. Het museum is opgezet rondom de thema's lucht, vuur, aarde en water. Er zijn o.a. historische fietsen, auto's, stoommachines en luchtvaartuigen te zien, waarin men een virtuele vlucht kan ervaren.
Op 3½ kilometer ten noordwesten van het stadscentrum ligt aan de Oostzee de tot de stad behorende badplaats Wendorf, met o.a. een pier, een jachthaven en faciliteiten voor strandvermaak.

## Afbeeldingen

In de Altstadt
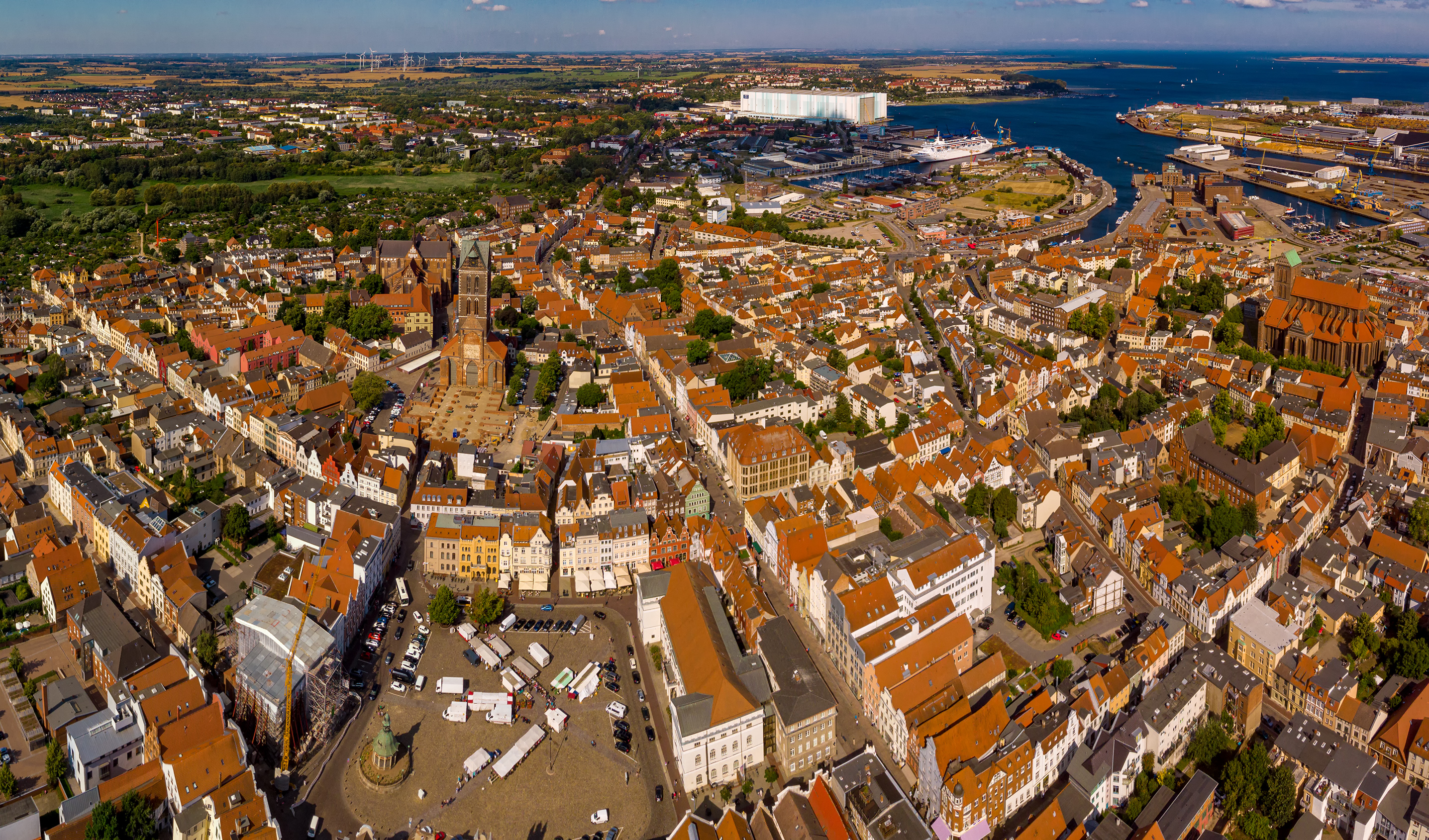
Wismar (binnenstad); op de voorgrond de Markt
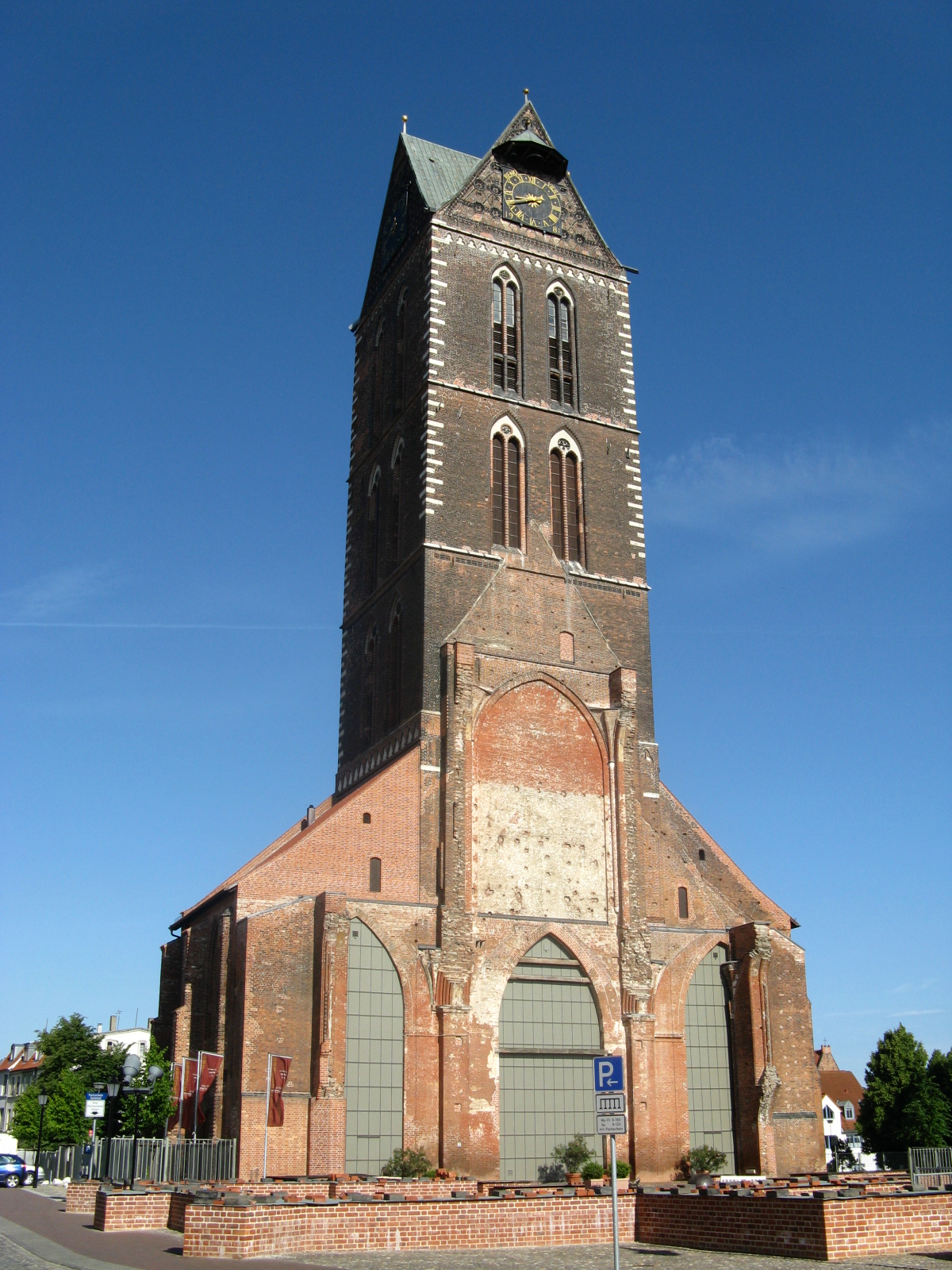
Restant Mariakerk
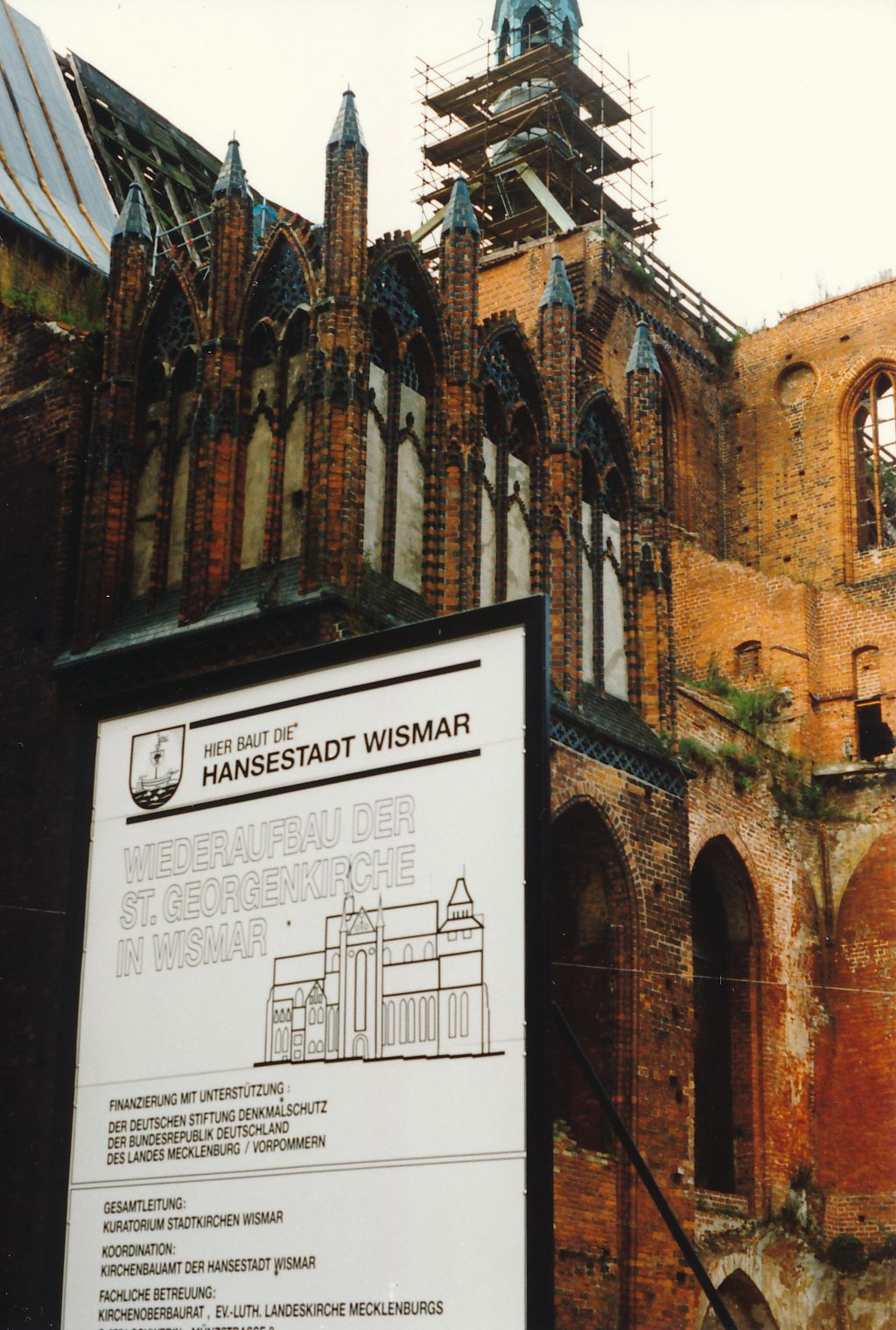
Sint-Joriskerk tijdens de herbouw in 1991
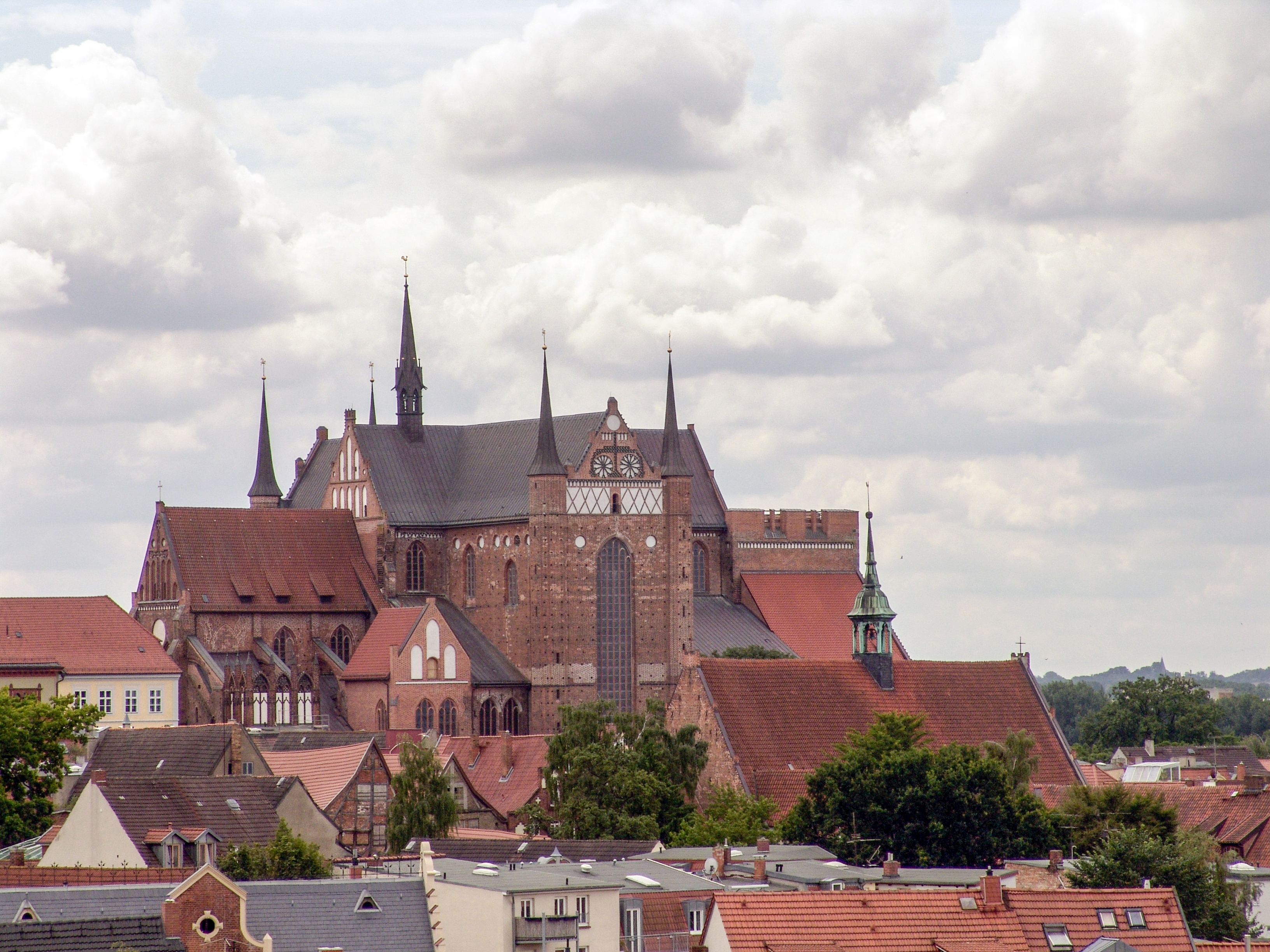
Sint-Joriskerk na de herbouw in 2009
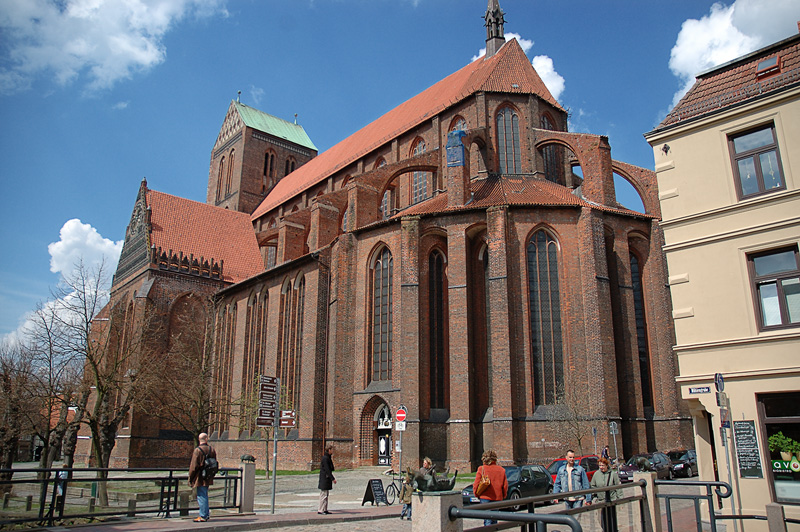
Nikolaikirche (Sint-Nicolaaskerk)
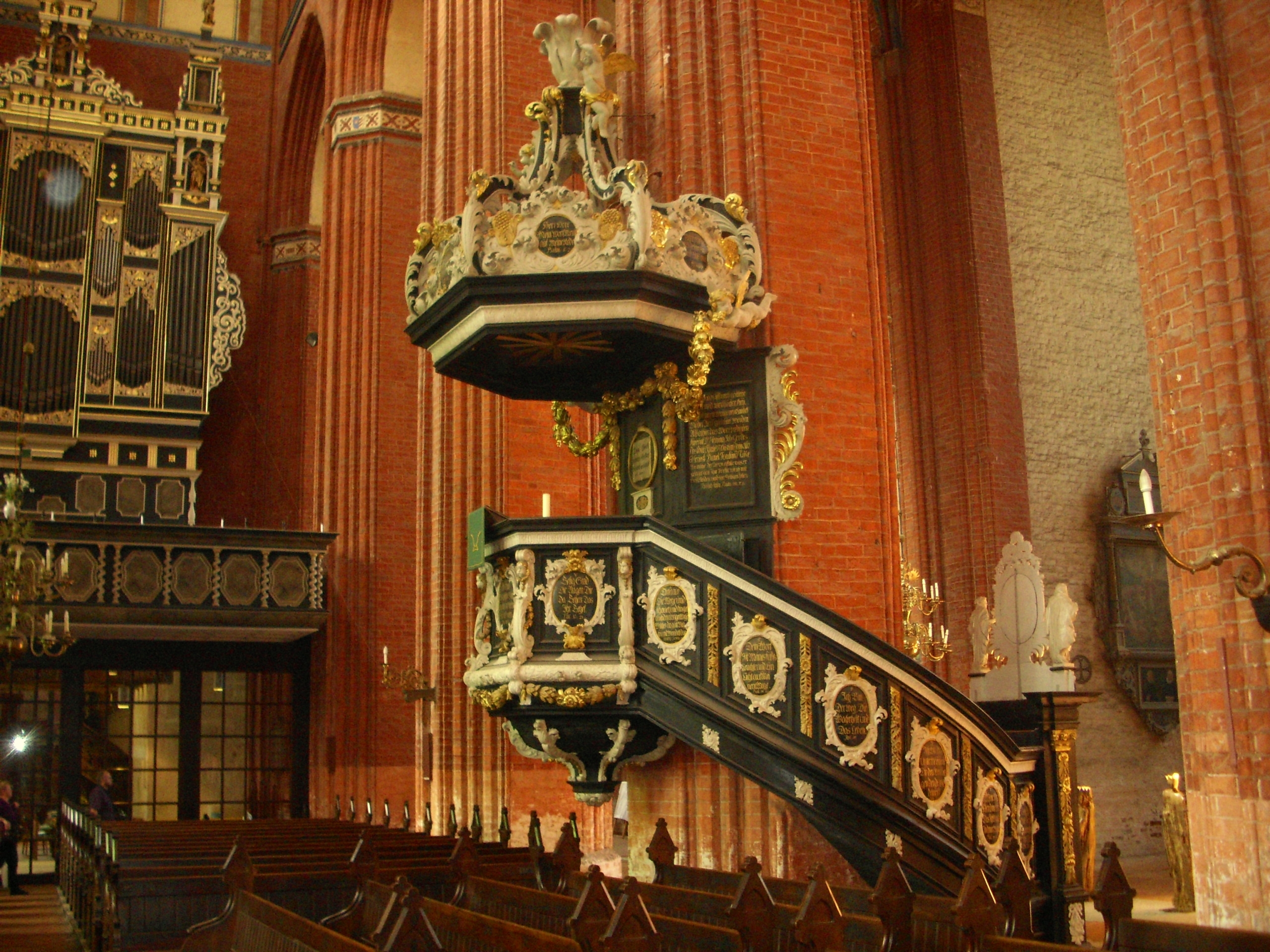
Preekstoel in de Nicolaikirche
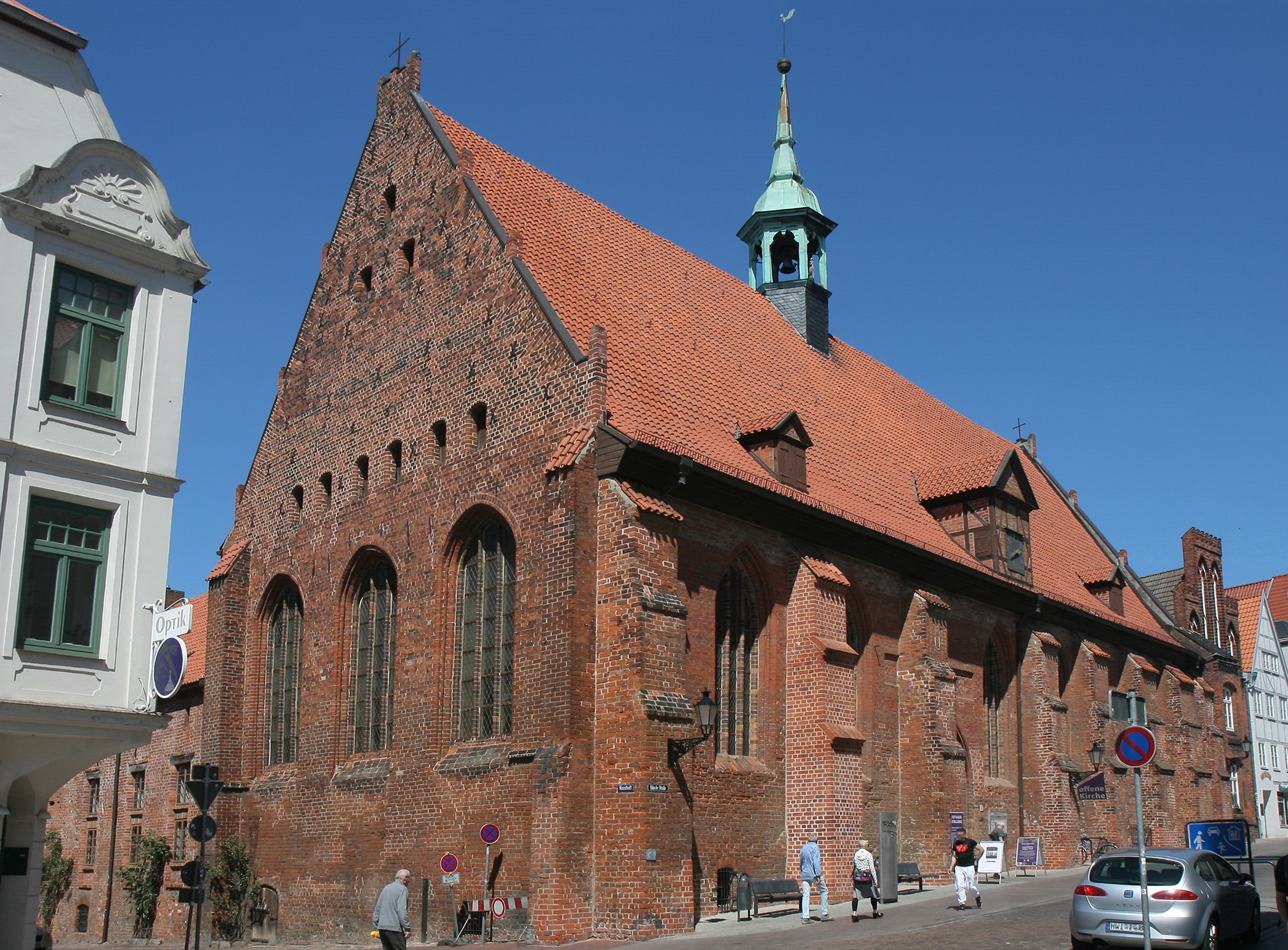
H.-Geestkerk
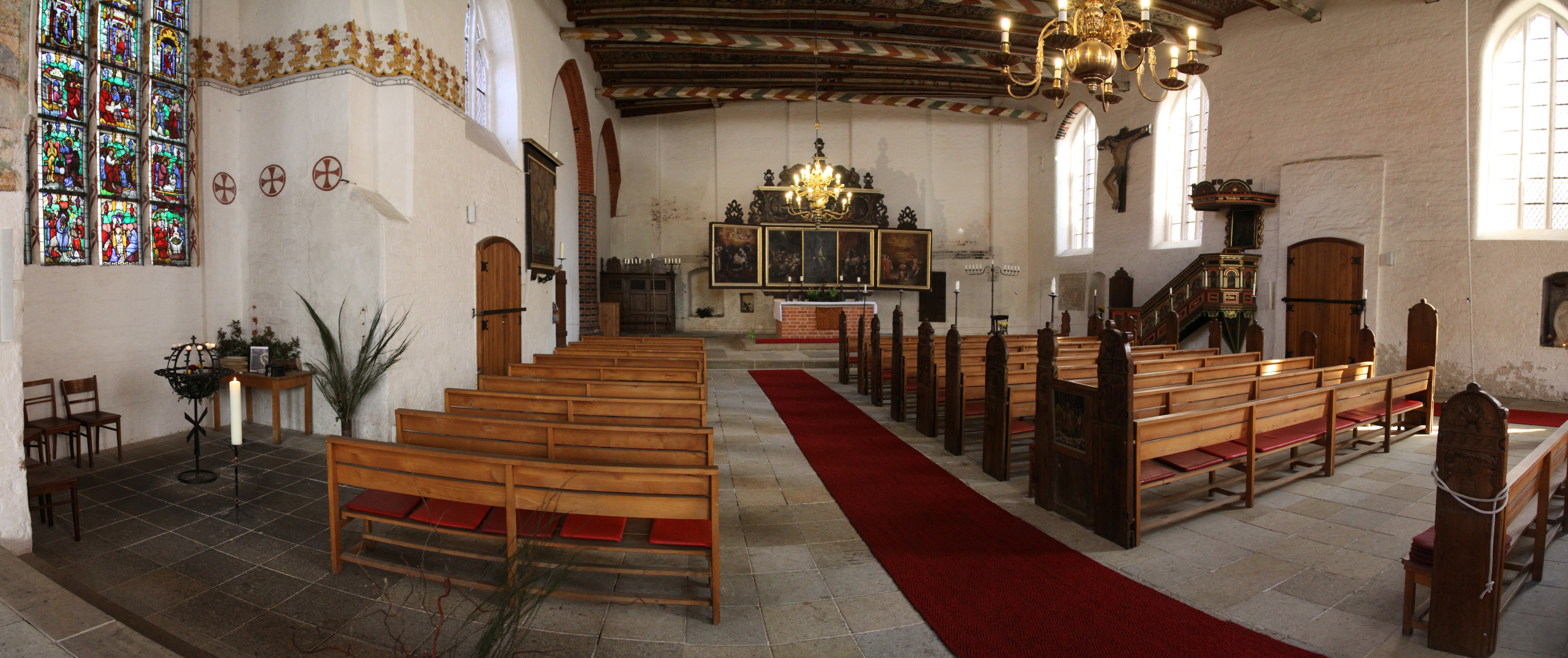
Interieur van dit kerkgebouw
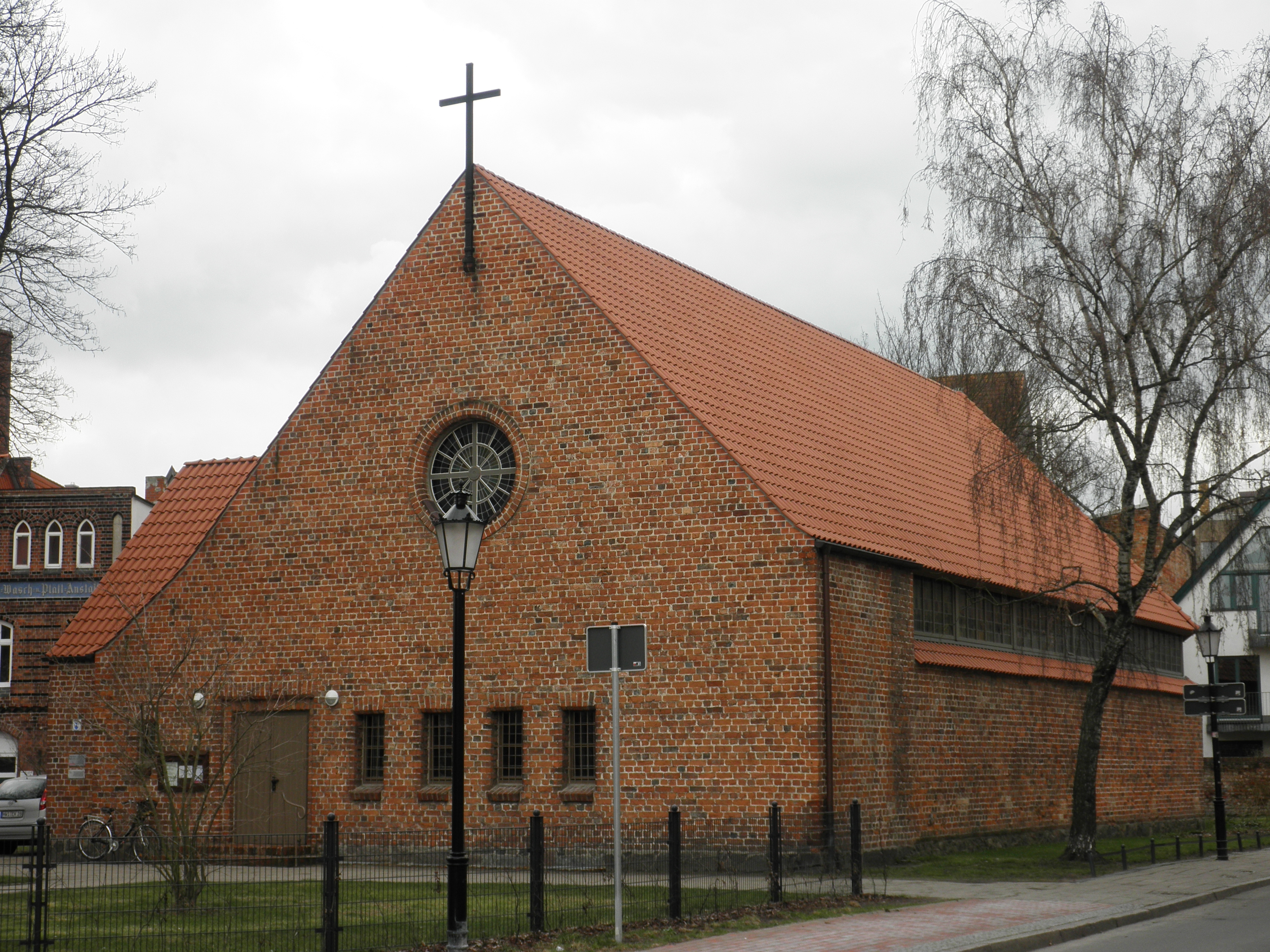
Nieuwe Kerk (Otto Bartning-noodkerk, 1951, onder monumentenzorg)
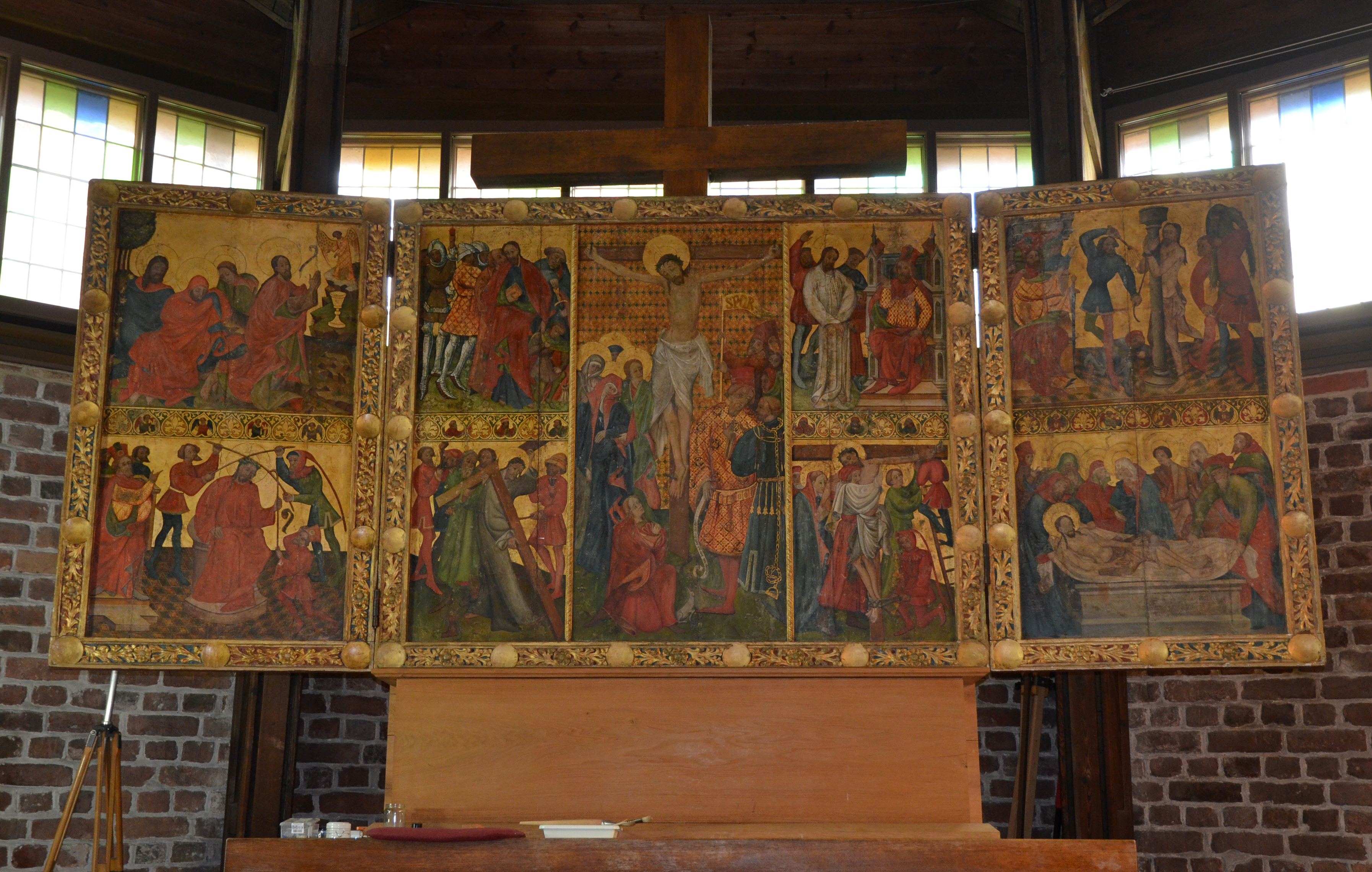
Altaarstuk (eerste helft 15e eeuw) in de Nieuwe Kerk
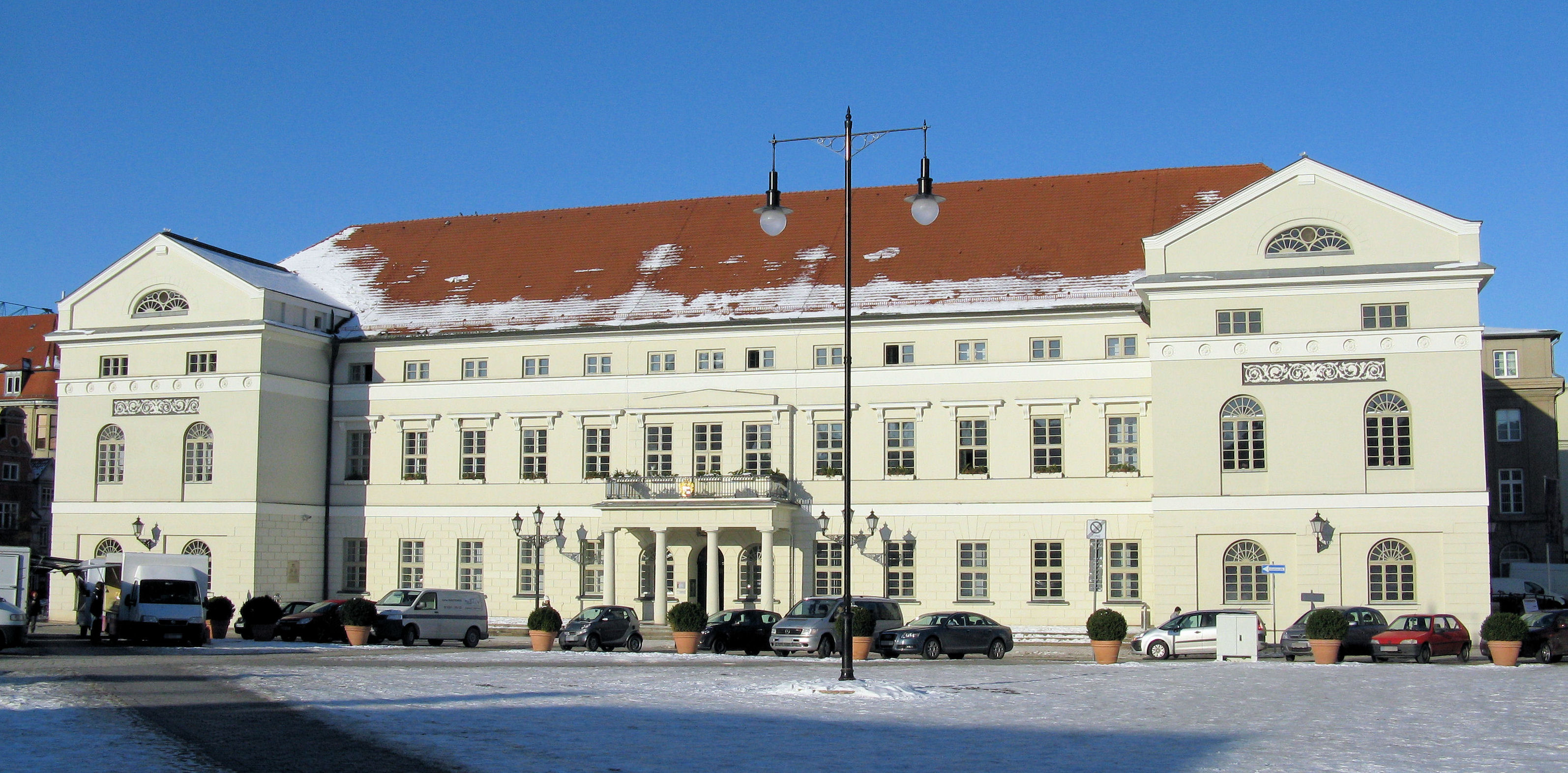
Stadhuis
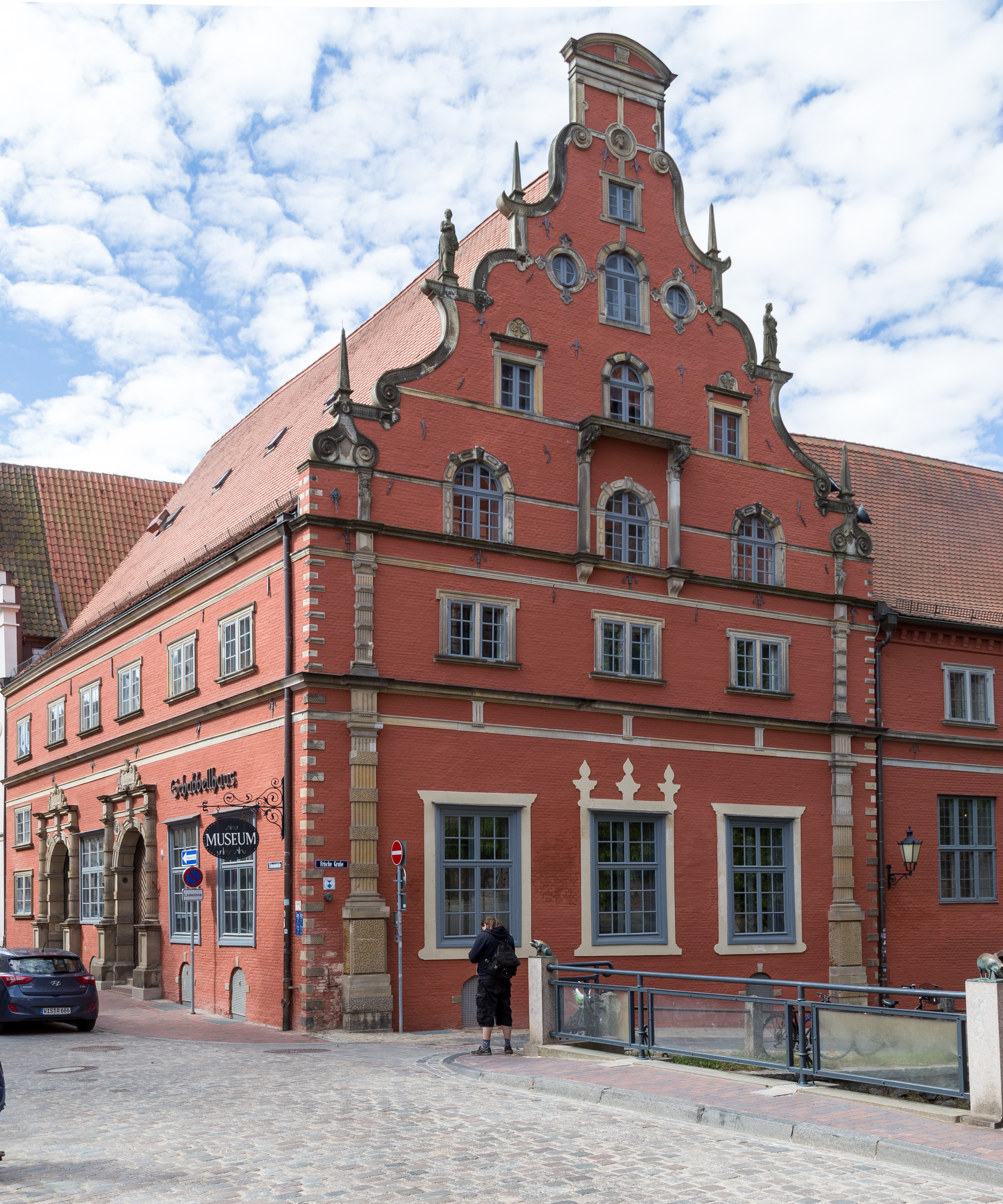
Schabbellhaus (16e-eeuws; in gebruik als stedelijk historisch museum)
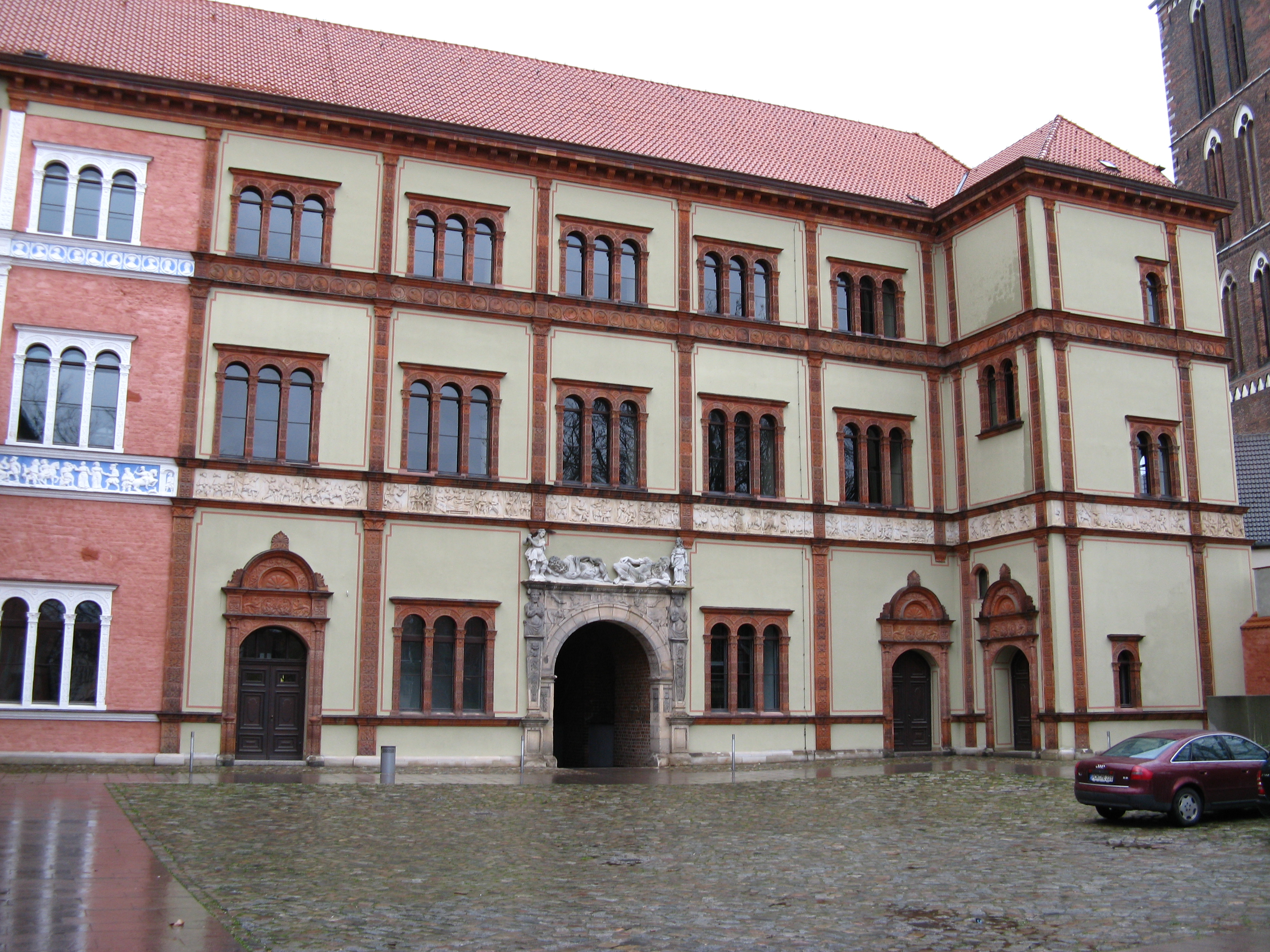
Begin 16e-eeuws kasteel Fürstenhof in Wismar (tegenwoordig Amtsgericht)
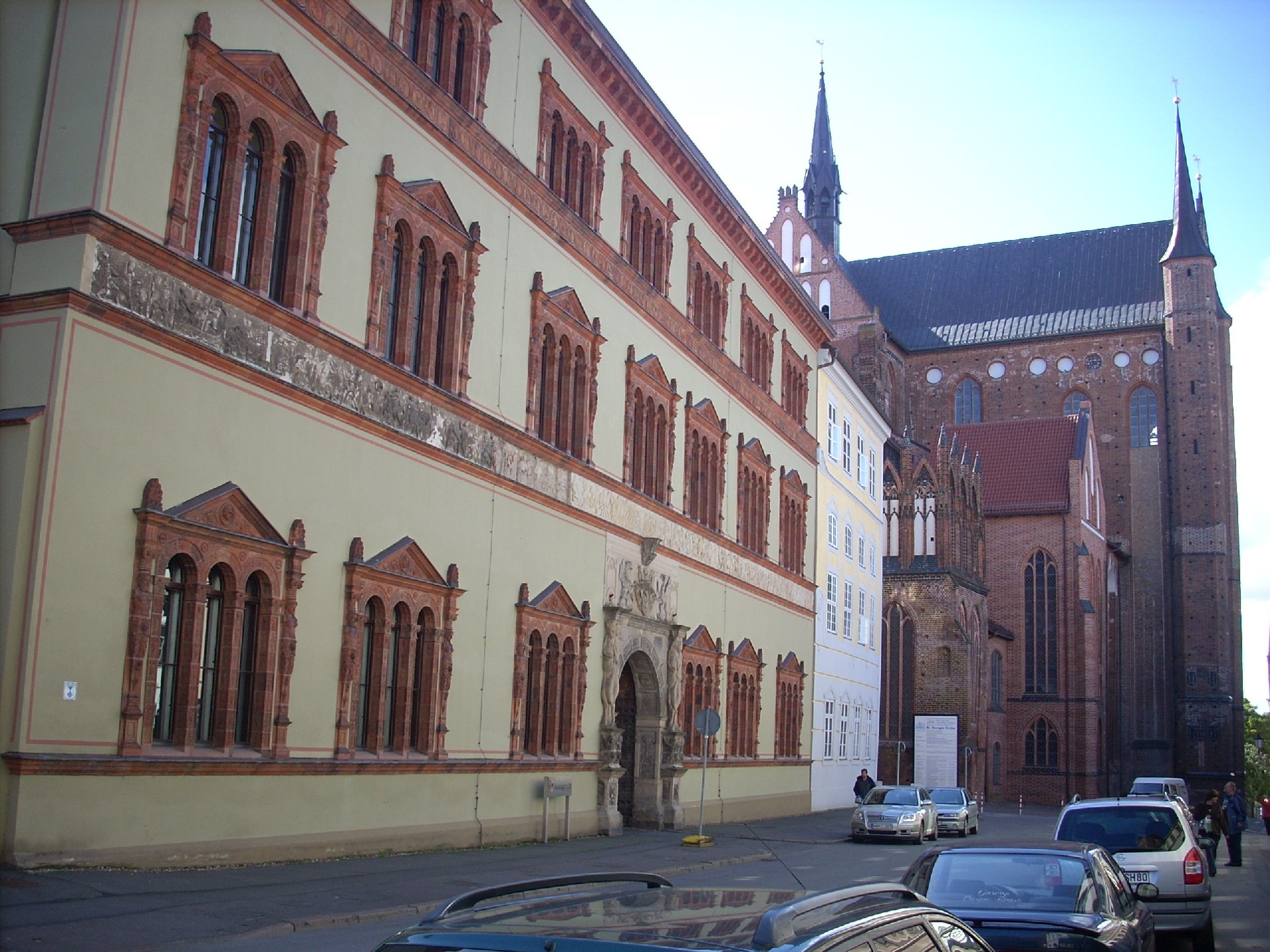
Zijgevel Fürstenhof
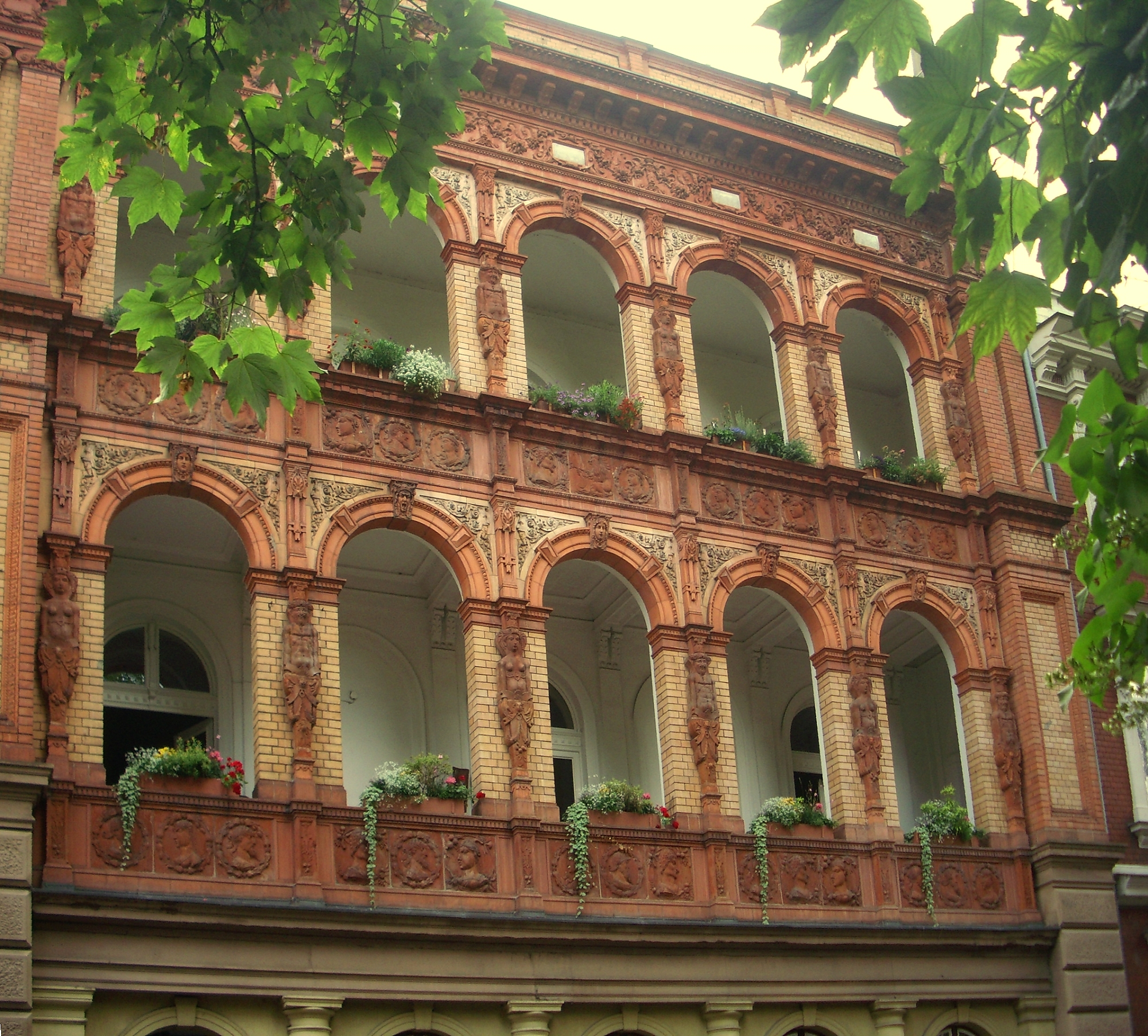
Gevel met rode zandstenen beelden
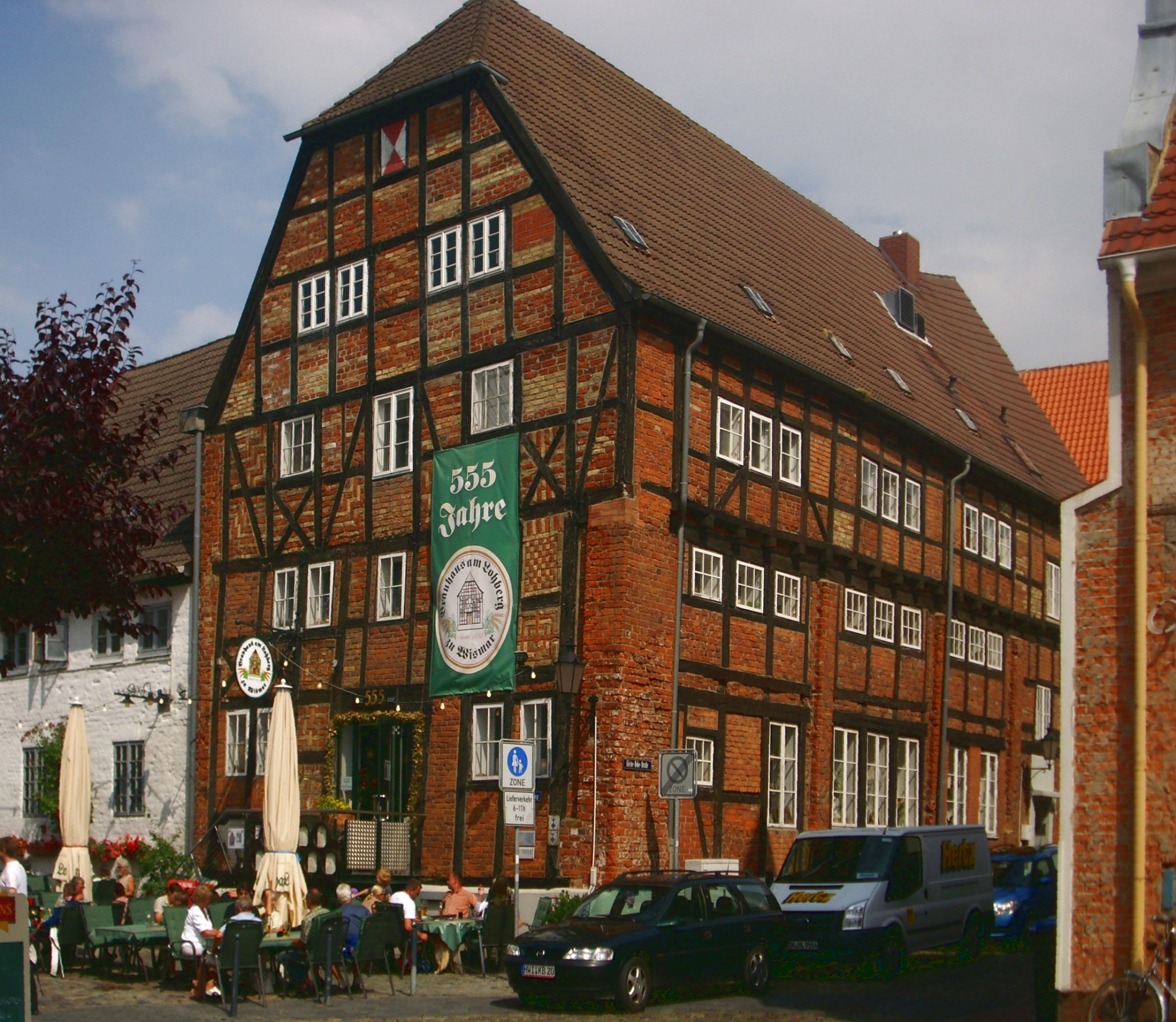
Brauhaus am Lohberg
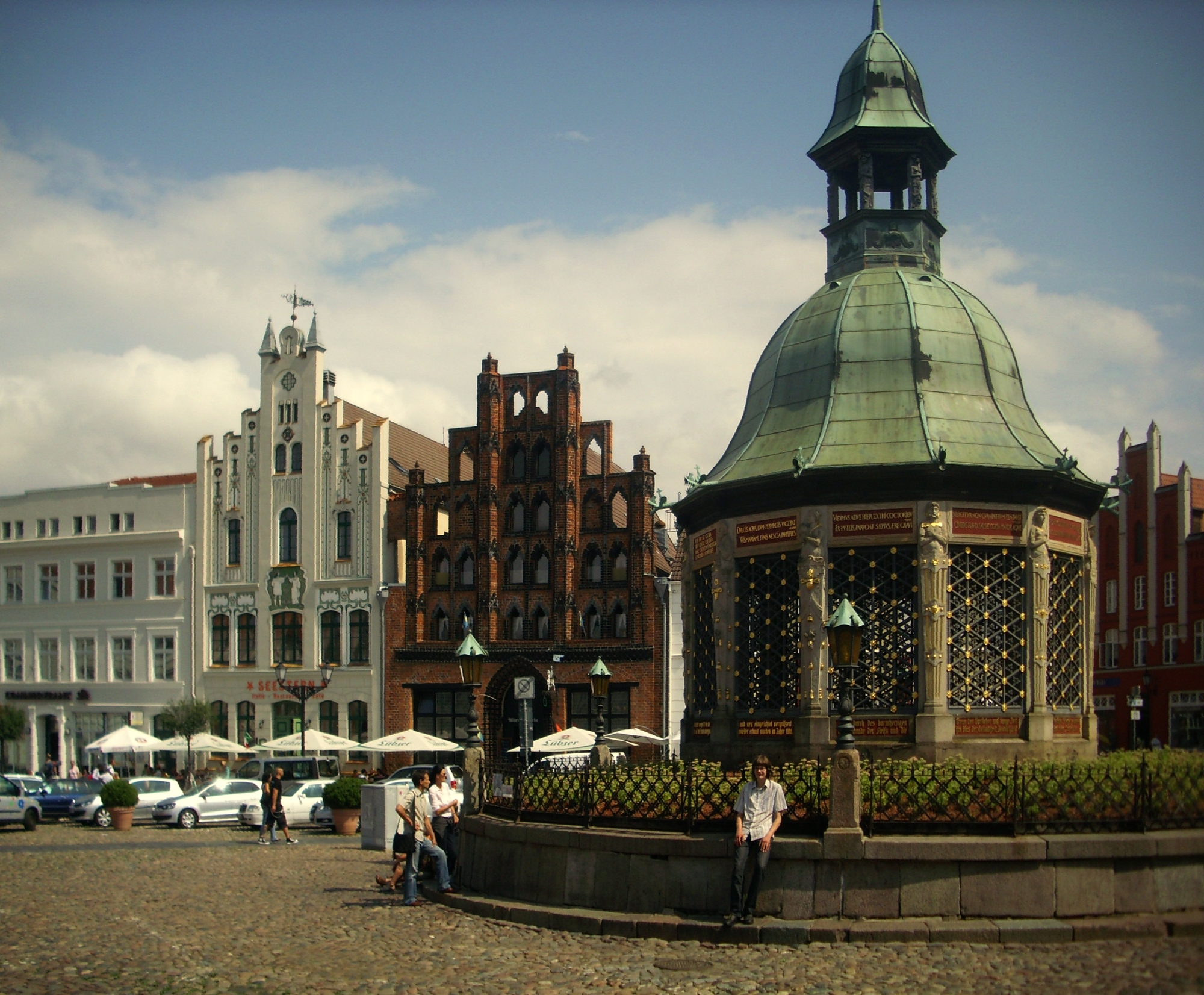
Wasserkunst am Marktplatz
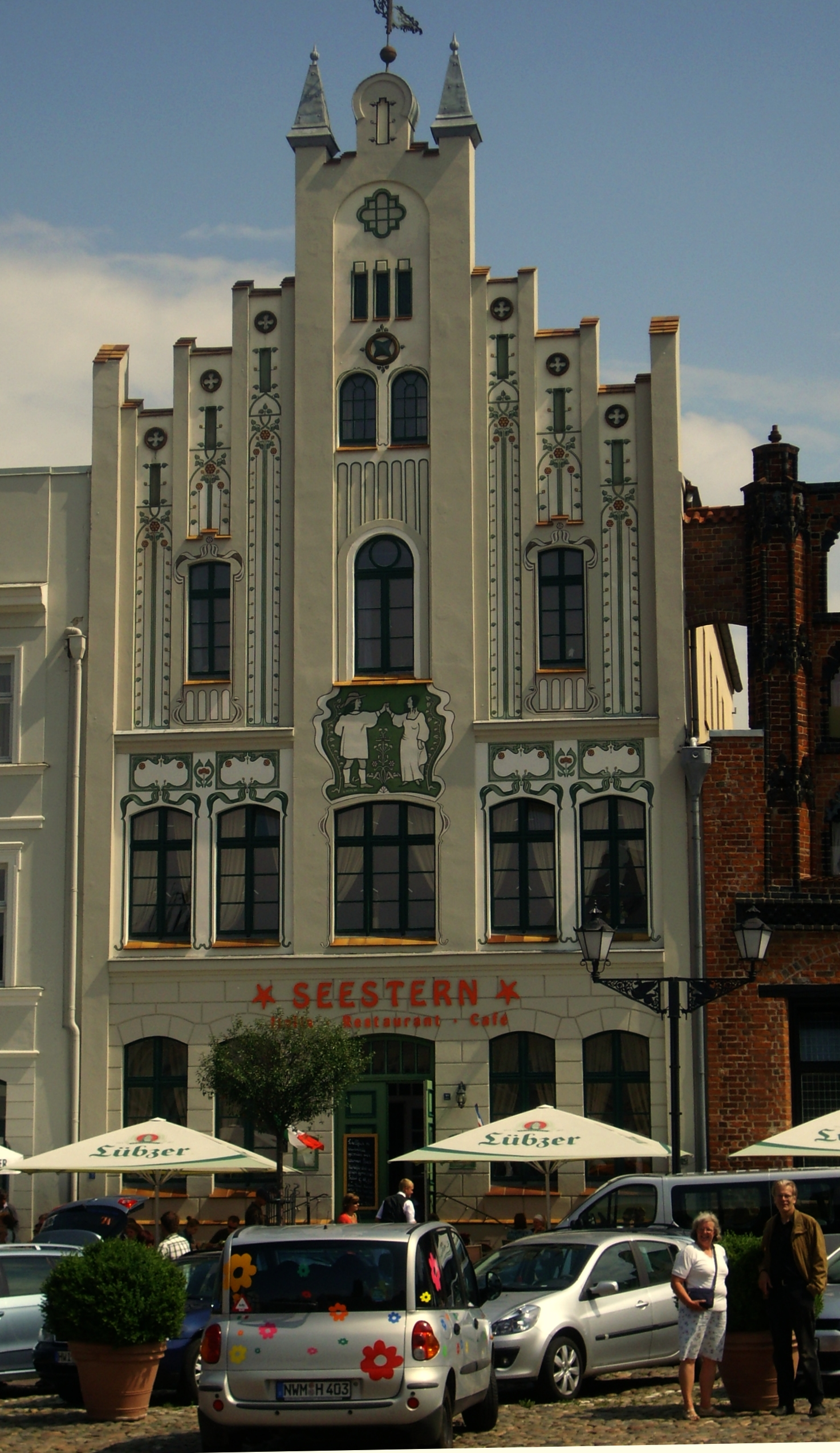
Hotel Seestern am Marktplatz
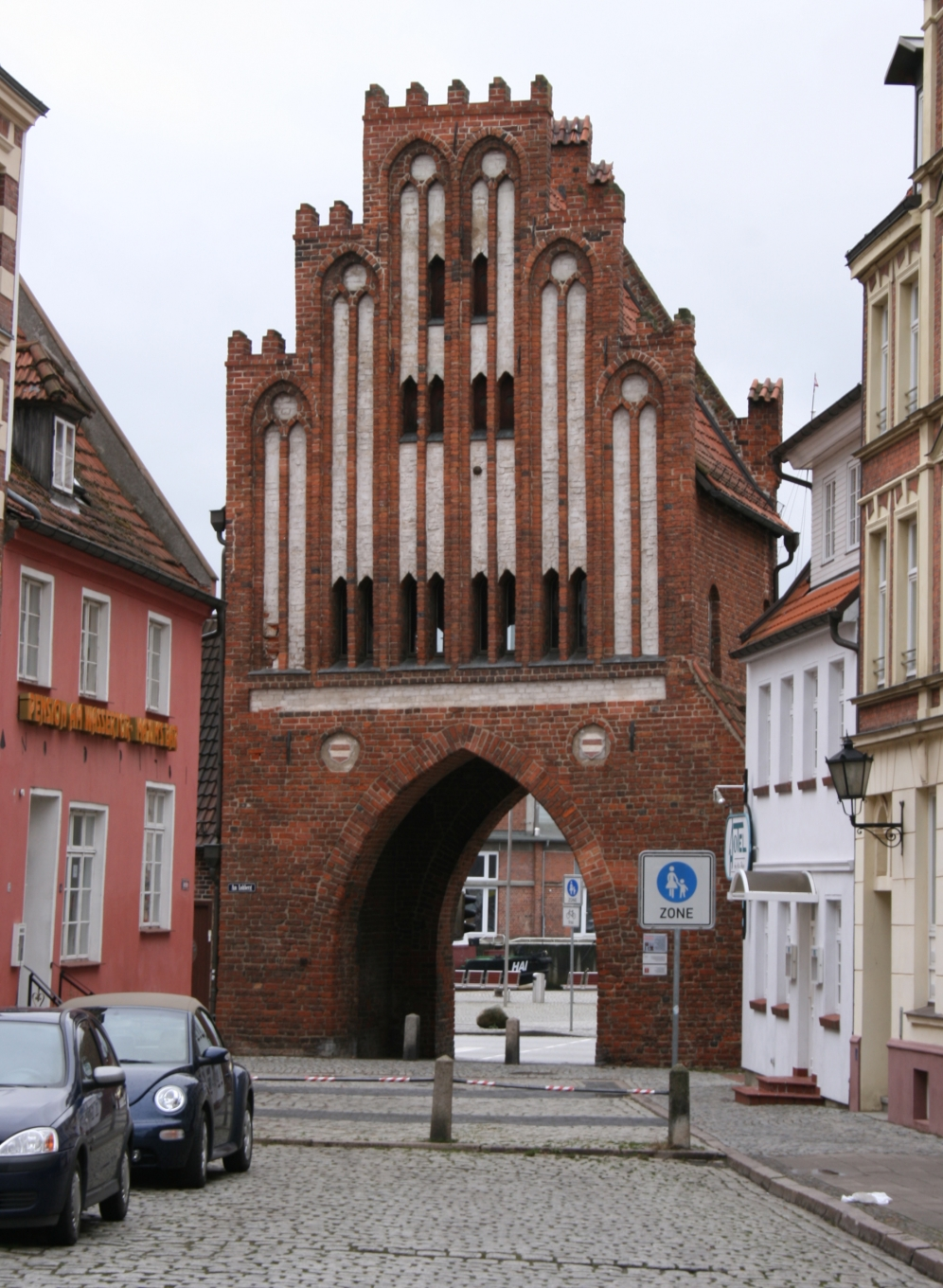
Waterpoort

### Buiten het stadscentrum

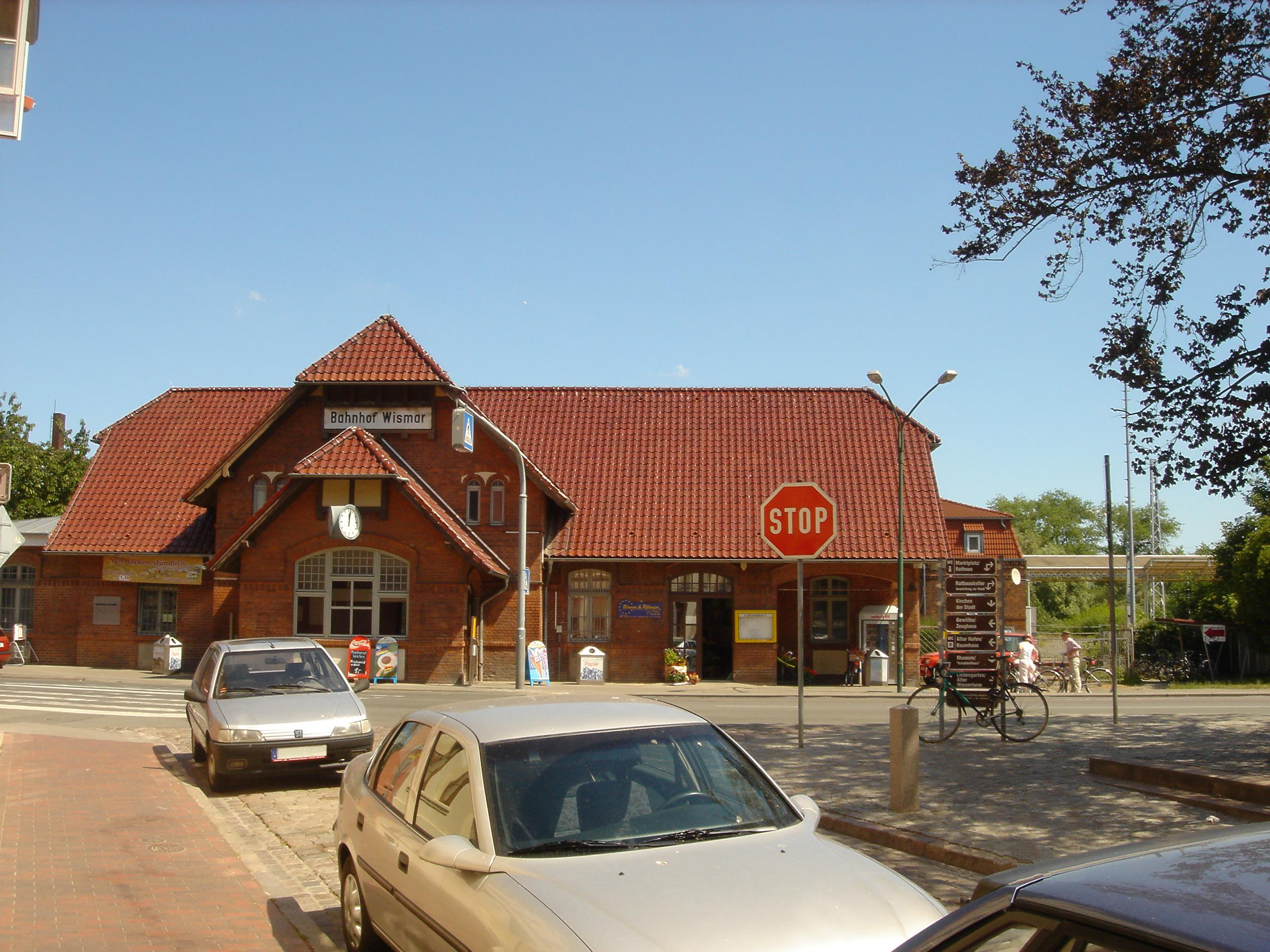
Station
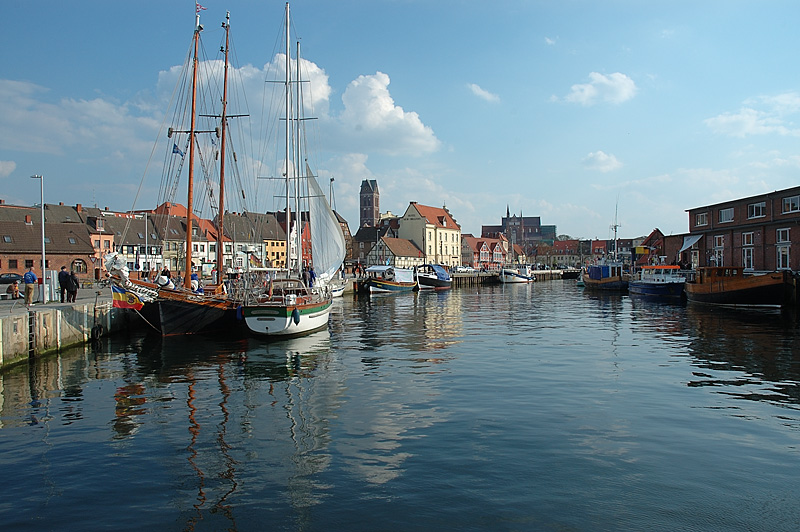
Oude Haven
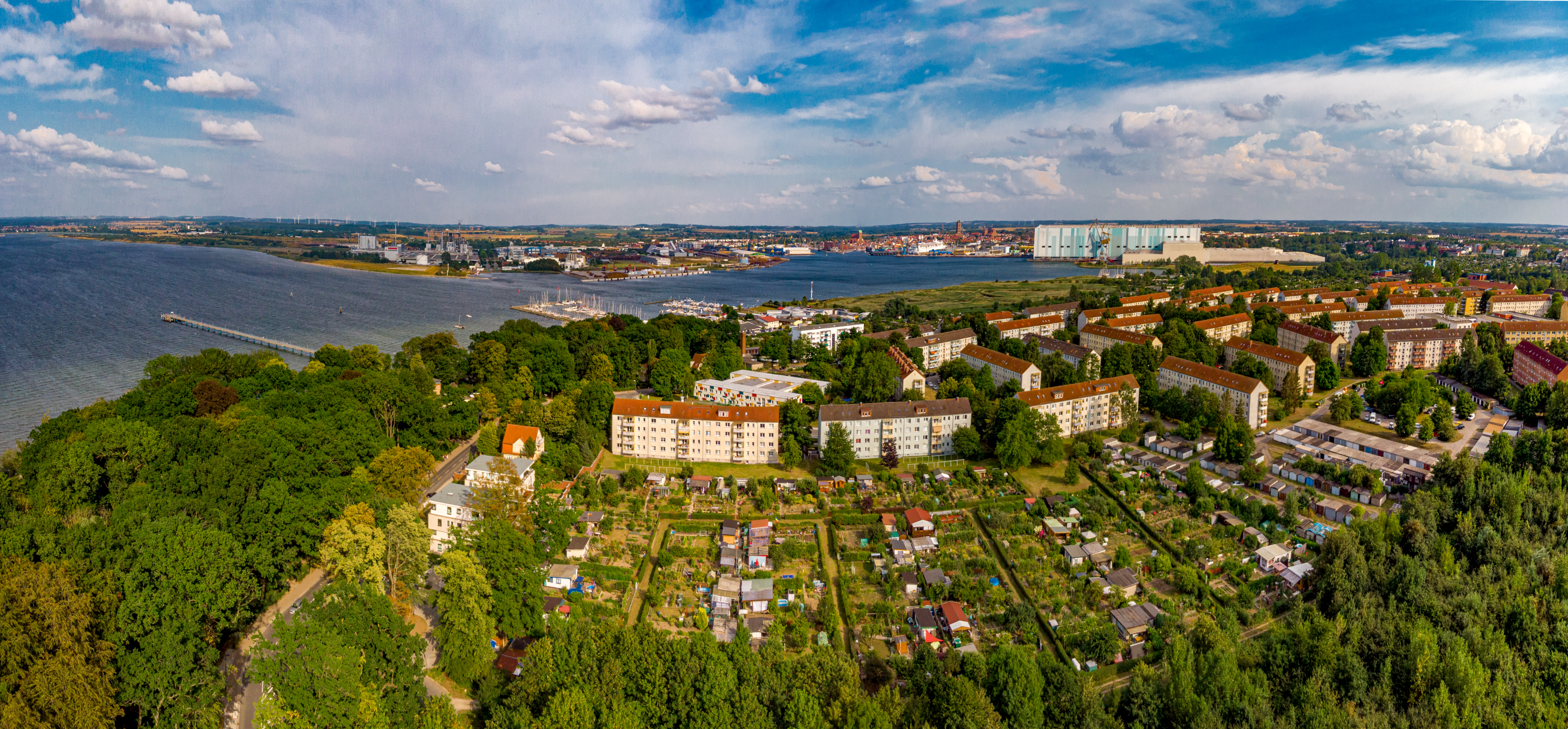
Badplaats Wendorf
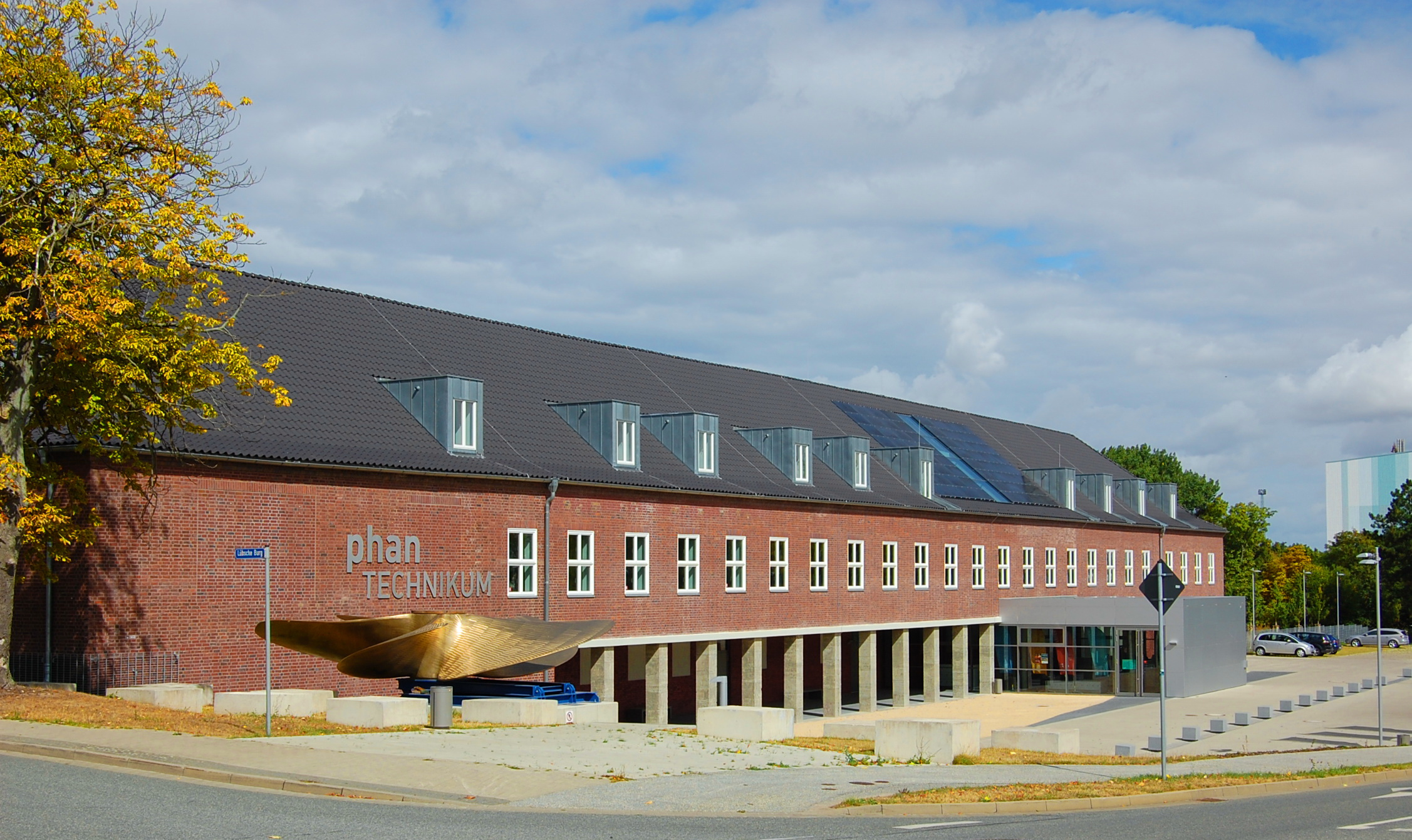
Museumgebouw PHANTechnikum
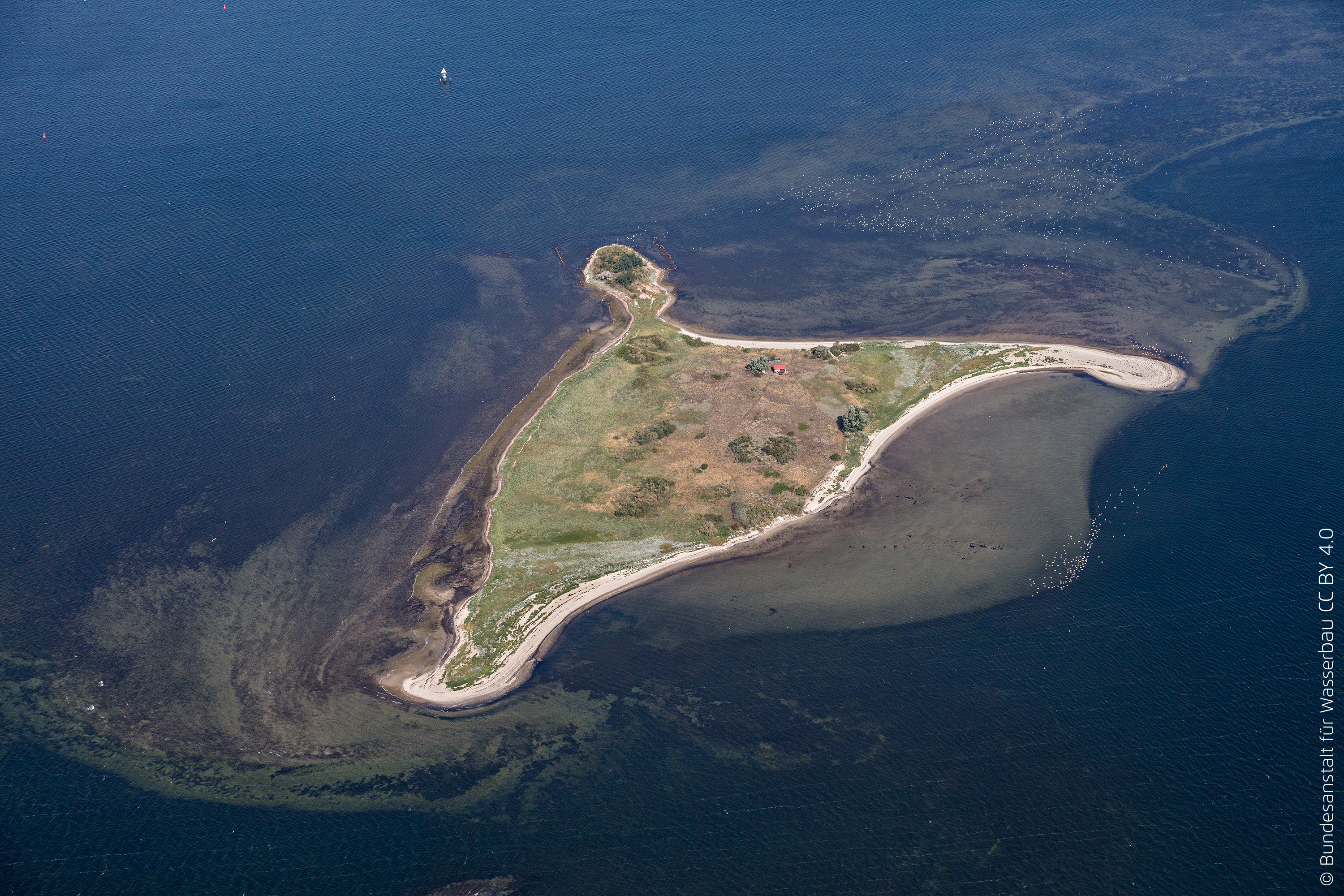
Eilandje Walfisch

## Fictie
Wismar is sinds 2004 het toneel van de ernaar genoemde krimi "SOKO Wismar".

## Partnersteden
Wismar onderhoudt een stedenband met:
- Kemi,  Finland, sinds 1959
- Lübeck,  Duitsland, sinds 1987
- Calais,  Frankrijk, sinds 1998
- Aalborg,  Denemarken, sinds 1988
- Kalmar,  Zweden, sinds 2002
- Pogradec,  Albanië, sedert 2019

Daarnaast bestaat er een vriendenband met Halden,  Noorwegen, sinds 1991.

## Geboren in Wismar
- Sophia van Mecklenburg-Güstrow (1557-1631), door haar huwelijk met Frederik II van Denemarken koningin van Denemarken en Noorwegen
- Johan Carl Wilcke (1732-1796), Duits-Zweeds natuurkundige
- Friedrich Christoph Dahlmann (1785-1860), historicus, hoogleraar en politicus
- Gabriel Ludwig Johann von Amsberg (1822-1899), overgrootvader van Claus van Amsberg
- Gottlob Frege (1848-1925), wiskundige, logicus en filosoof
- Franz Ziehl (1857-1926), bacterioloog
- Karl Scharfenberg (1874-1938), spoorwegingenieur
- Joachim Streich (1951-2022), voetballer
- Marita Koch (1957), sprintster
- Jacqueline Börner (1965), oud-langebaanschaatsster
- Robert Tesche (1987), voetballer